# Tove Gillbring
Tove Terese Poon Gillbring, född 17 januari 1967 i Brämaregårdens församling i Göteborgs och Bohus län, död 19 april 2022, var en svensk politiker (folkpartist) och tidningsredaktör. Hon var ordförande i Liberala studentförbundet mellan 1989 och 1992. Tillsammans med sin make Anders Gillbring grundade och drev hon speltidningen Fenix och Åskfågeln förlag. De fick 2014 utmärkelsen Rollspelsdraken.

## Fotnoter
1. ↑  Ratsit, Ratsit AB, läs onlineläs online, läst: 20 april 2022.[källa från Wikidata]
2. ↑  Sveriges befolkning 1990, CD-ROM, Version 1.00, Riksarkivet (2011).
3. ↑  Sfbok.se: Till minne av Tove Gillbring skrivet av Gunilla Jonsson 20 april 2022, läst 11 januari 2023. Arkiverad 21 maj 2022 hämtat från the Wayback Machine.
4. ↑  ”Tove Poon Gillbring (55 år) Stockholm”. Ratsit.se. https://www.ratsit.se/19670117-Tove_Terese_Poon_Gillbring_Stockholm/Y2p38zpD4SBoqYIpPIcsj2jzk05Ixrn7gx1MFFaDGfo. Läst 20 april 2022.
5. ↑  https://www.rollspelsdraken.se/2014-anders-gillbring